# Mario Cristobal
Mario Manuel Cristobal (Miami, Florida, 1970. szeptember 24. –) kubai-amerikai amerikaifutball-játékos és -edző. 2022 óta a Miami Hurricanes vezetőedzője; 1989-ben és 1991-ben a nemzeti bajnokságra kijutott csapat játékosa.

## Fiatalkora
A miami Christopher Columbus Középiskolában érettségizett, majd 1998 és 2002 között a Miami Hurricanesnél, az ország egyik legjobb egyetemi csapatánál játszott. 1989-ben és 1992-ben a nemzeti bajnoki csapat játékosa volt, 1992-ben pedig a Big East Conference egyik legjobb játékosának választották.
Alapdiplomáját 1993-ban, mesterfokozatát 2001-ben szerezte.

### Profi csapatokban
1994-ben a Denver Broncosszal ügynöki szerződést kötött. 1995–1996-ban az Amsterdam Admirals játékosa volt.

## Pályafutása
Edzői pályafutása a Miami Hurricanesnél kezdődött, ahol 1998 és 2000 között Butch Davis helyettese volt. 2001-től 2003-ig a Rutgers Scarlet Knights, 2004 és 2006 között pedig újra a Miami Hurricanes helyettese volt.

### FIU Panthers
2006. december 19-én a FIU Panthers második vezetőedzője és az I-A divízió első kubai származású edzője lett. Az érkezése előtti szezon nyeretlen volt, ezért a Rutgers Scarlet Knightsnál alkalmazott technikával a támadójátékon kívánt javítani. Első szezonjában a csapat az első 11 játékot elvesztette, de december 1-jén a North Texas Mean Green ellen 38–19-cel győztek.
Második szezonjában több játékot is megnyertek, azonban a bowlmérkőzésre nem jutottak ki. Harmadik szezonját az előző évben szerzett győzelmek miatt nagy elvárásokkal kezdte. Negyedik évében megnyerték a konferenciabajnokságot és kijutottak a Little Caesars Pizza Bowlra, ahol legyőzték a Toledo Rocketst.
A Football Bowl aldivízió legeredményesebb edzőjének nevezték, amit 2009. május 29-én a The Dan Le Batard Show with Stugotz műsorban megerősített. A mérkőzéseken példaképére, Joe Paternóra emlékeztető ruházatot viselt.
2012. december 5-én a 3–9-es eredménye miatt kirúgták; a döntést többen kritizálták.

### Alabama Crimson Tide
A FIU-tól való kirúgását követően 2013. január 10-én a Miami Hurricanes helyettes vezetőedzője és tight endjeinek edzője lett. Hat héttel később az Alabama Crimson Tide helyettes vezetőedzője, támadókoordinátora és toborzója lett. A 247Sports toborzói munkáját kitűnőre értékelte.
2015-ben a csapat elnyerte a legerősebb támadóvonalnak járó Joe Moore-díjat, emellett támadójátékosai a 25 legjobb között voltak.

### Oregon Ducks
2017 januárjában az Oregon Ducks munkatársa lett. 2017. december 5-én Willie Taggart távozása miatt ideiglenes, majd december 8-án állandó vezetőedző lett. 2018-ban a csapat megnyerte a Redbox Bowlt.
2019-ben a Pac-12 Conference az év edzőjének választotta; ugyanezen évben a csapat kijutott a Rose Bowlra, ahol legyőzték a Wisconsin Badgerst. A támadójátékosokat jelölték a Joe Moore-díjra.
2020-ban megnyerték a konferenciabajnokságot és kijutottak a Fiesta Bowlra. Cristobal 2021-ben közvetlenül a bowlmérkőzés előtt felmondott.

### Miami Hurricanes
2021. december 6-án tízéves, nyolcvanmillió dolláros szerződést írt alá a Miami Hurricanesszel.
2023 októberében egy időmenedzselési hiba miatt kritika érte. A Georgia Tech Yellow Jackets elleni mérkőzésen a Hurricanes játékosai ahelyett, hogy győzelmi alakban letérdeltek volna, továbbfutottak a labdával, amit a Yellow Jackets csapata így elvehetett, és 23–20-ra megnyerte a mérkőzést.

## Toborzóként
Ismert jó toborzóképességéről, ami hozzájárult az Alabama Crimson Tide sikereihez; az NFL-draftek során több játékosát is az első fordulóban kiválasztotta valamely profi csapat. A 247Sports, az ESPN, a Rivals és a Scout 2015-ben az év toborzójának választotta. Az Oregon Ducksnál töltött ideje alatt a csapat leigazolta Kayvon Thibodeaux-t.
A Miami Hurricanesnél országosan a tizenhatodik legjobb csapatot igazolta le.

## Magánélete
Feleségét, Jessicát 2006-ban vette el; két fiuk (Mario Mateo és Rocco) született. 1998-ban munkát kapott a titkosszolgálatnál, azonban inkább edző maradt.

## Film
Az ESPN-en 2009. december 12-én bemutatott The U című dokumentumfilm a Miami Hurricanes gyors felemelkedését mutatja be. A filmben Cristobal is szerepel.

## Eredményei vezetőedzőként
| Év | Eredmény                                               | Eredmény                                               | Helyezés                                               | Továbbjutás                                            | Rangsor                                                | Rangsor                                                |
| Év | Összesített                                            | Konferencia                                            | Helyezés                                               | Továbbjutás                                            | Coaches                                                | AP                                                     |
| FIU Golden Panthers/FIU Panthers (Sun Belt Conference) | FIU Golden Panthers/FIU Panthers (Sun Belt Conference) | FIU Golden Panthers/FIU Panthers (Sun Belt Conference) | FIU Golden Panthers/FIU Panthers (Sun Belt Conference) | FIU Golden Panthers/FIU Panthers (Sun Belt Conference) | FIU Golden Panthers/FIU Panthers (Sun Belt Conference) | FIU Golden Panthers/FIU Panthers (Sun Belt Conference) |
| --- | ------------------------------------------------------ | ------------------------------------------------------ | ------------------------------------------------------ | ------------------------------------------------------ | ------------------------------------------------------ | ------------------------------------------------------ |
| 2007 | 1–11                                                   | 1–6                                                    | 7.                                                     | –                                                      | –                                                      | –                                                      |
| 2008 | 5–7                                                    | 3–4                                                    | T–5.                                                   | –                                                      | –                                                      | –                                                      |
| 2009 | 3–9                                                    | 3–5                                                    | 6.                                                     | –                                                      | –                                                      | –                                                      |
| 2010 | 7–6                                                    | 6–2                                                    | T–1.                                                   | Little Caesars Pizza Bowl                              | –                                                      | –                                                      |
| 2011 | 8–5                                                    | 5–3                                                    | 4.                                                     | Beef ’O’ Brady’ Bowl                                   | –                                                      | –                                                      |
| 2012 | 3–9                                                    | 2–6                                                    | T–8.                                                   | –                                                      | –                                                      | –                                                      |
| Eredmény: | 27–47                                                  | 20–26                                                  | –                                                      | –                                                      | –                                                      | –                                                      |
| Oregon Ducks (Pac-12 Conference) |                                                        |                                                        |                                                        |                                                        |                                                        |                                                        |
| 2017 | 0–1                                                    | 0–0                                                    | 4.                                                     | Las Vegas Bowl                                         | –                                                      | –                                                      |
| 2018 | 9–4                                                    | 5–4                                                    | 4.                                                     | Redbox Bowl                                            | –                                                      | –                                                      |
| 2019 | 12–2                                                   | 8–1                                                    | 1.                                                     | Rose Bowl†                                             | 5                                                      | 5                                                      |
| 2020 | 4–3                                                    | 3–2                                                    | 2.                                                     | Fiesta Bowl†                                           | –                                                      | –                                                      |
| 2021 | 10–3                                                   | 7–2                                                    | 1.                                                     | Alamo Bowl*                                            | 21                                                     | 22                                                     |
| Eredmény: | 35–13                                                  | 23–9                                                   | –                                                      | –                                                      | –                                                      | –                                                      |
| Miami Hurricanes (Atlantic Coast Conference) |                                                        |                                                        |                                                        |                                                        |                                                        |                                                        |
| 2022 | 5–7                                                    | 3–5                                                    | 5.                                                     | –                                                      | –                                                      | –                                                      |
| 2023 | 7–6                                                    | 3–5                                                    | T–9.                                                   | –                                                      | –                                                      | –                                                      |
| Eredmény: | 12–13                                                  | 6–10                                                   | –                                                      | –                                                      | –                                                      | –                                                      |
| Összesen: | 74–73                                                  | –                                                      | –                                                      | –                                                      | –                                                      | –                                                      |
| Jelmagyarázat: Konferenciabajnok Konferenciadivízió-bajnok vagy bajnoki mérkőzés †: A College Football Playoff része \| *: Cristobal a bowlmérkőzés előtt felmondott |                                                        |                                                        |                                                        |                                                        |                                                        |                                                        |

## Fordítás
- Ez a szócikk részben vagy egészben  a   Mario Cristobal című angol Wikipédia-szócikk ezen változatának fordításán alapul.  Az eredeti cikk szerkesztőit annak laptörténete sorolja fel. Ez a jelzés csupán a megfogalmazás eredetét és a szerzői jogokat jelzi, nem szolgál a cikkben szereplő információk forrásmegjelöléseként.